# Terka (Lengyelország)
Terka (ukrán nyelven: Терка, Terka) Lengyelország délkeleti részén, a Kárpátaljai vajdaságban, a Leskói járásban található település.  A község  Solinától közel 10 kilométernyire fekszik déli irányban, míg a járási központnak számító Lesko 21 kilométernyire északra található, valamint a vajdaság központja, Rzeszów 88 kilométernyire északra van a településtől.